# Clonaria asystasia
Clonaria asystasia är en insektsart som först beskrevs av Thanasinchayakul 2006.  Clonaria asystasia ingår i släktet Clonaria och familjen Diapheromeridae. Inga underarter finns listade i Catalogue of Life.